# Cap a la Fundació
Cap a la Fundació o Forward the Foundation (títol original en anglès), és una novel·la de l'escriptor nord-americà Isaac Asimov, publicada pòstumament el 1993. És el segon de lesdos preqüeles de la Saga de la Fundació. Està escrita amb el mateix estil que la novel·la original de La Fundació, una novel·la composta per capítols amb llargs intervals entremig. Els dos llibres es van publicar per primera vegada com a narracions independents en revistes de ciència-ficció.
Els paral·lelismes entre Hari Seldon i Isaac Asimov es troben en aquest llibre -l'últim escrit per Asimov abans de morir- i l'atenció a Hari Seldon a mesura que envelleix i mor, reforcen la idea que Asimov considerava Seldon el seu alter ego literari. Crítics com Josh Wimmer i Alasdair Wilkins han considerat moltes de les opinions i punts de vista expressades per Seldon en aquest llibre com a autobiogràfiques. Així, una lectura detallada de l'obra "Forward the Foundation" pot donar llum als pensaments interiors d'Asimov al final de la seva vida.
Igual que altres treballs de ciència-ficció anteriors d'Asimov, el llibre va tenir èxit comercial, convertint-se en un dels treballs més venuts del New York Times.

## Argument
Forward the Foundation continua les cròniques de la vida de Hari Seldon, iniciada per primera vegada a Preludi a la Fundació. La història té lloc a Trantor i comença vuit anys després dels esdeveniments de Preludi a la Fundació. Figura com en Seldon desenvolupa la seva teoria de la psicohistòria des del concepte hipotètic fins a l'aplicació pràctica.
En els últims anys del regnat de l'emperador Cleon I, Seldon es va veure arrossegat al món de la política galàctica com a primer ministre una mica poc desitjat de Cleon, després de la renúncia del seu predecessor, Eto Demerzel (a qui Seldon coneix com el robot R. Daneel Olivaw). Després d'assassinar l'emperador, una junta militar es fa càrrec durant una desastrosa dècada. Seldon baixa de la seva posició de govern i reprèn el lideratge del projecte de psicohistòria.
En Seldon i els altres, sobretot, Yugo Amaryl, desenvolupen finalment la psicohistòria fins al punt que pot iniciar el que es coneixerà com a Pla d'en Seldon, el full de ruta per reduir dràsticament l'interregne entre el Primer i el Segon Imperi.
A poc a poc, Seldon perd tots aquells que li són propers. La consort d'en Seldon, Dors, és assassinada (o més aviat destruïda) en un complot intern per un membre ambiciós del propi grup d'en Seldon. El seu fill adoptiu Raych emigra amb la seva dona i una filla a Santanni, encara que la seva filla gran Wanda roman amb Seldon. Quan esclata una rebel·lió contra l'Imperi, Raych envia la seva dona i la seva filla a una nau estel·lar, però ell es queda enrere per defensar la seva universitat i és assassinat, i la nau estrella no es torna a veure. Yugo Amaryl, el segon millor investigador en psicohistòria (després del mateix Seldon), mor amb mitjana edat, desgastat pel seu treball. A excepció de la seva neta Wanda, Seldon es troba sol en la seva lluita per mantenir el projecte en marxa davant l'acceleració de la disminució i disminució del suport del govern de l'Imperi Galàctic.
Wanda resulta ser el que Seldon anomena "mentalic": algú que pot llegir les ments i influir en la gent. (Seldon sospita que la gran similitud del seu pare Raych és un ús inconscient del mateix poder.) Poden trobar altres mentalitats que li permetin a Seldon crear un segon tutor per al Pla Seldon. Finalment, envia Wanda i els altres a un altre sistema estrella per establir la Segona Fundació en secret. Mentre que la Primera Fundació pública es concentra en les ciències físiques, els psicohistòrics ocults de la Segona desenvoluparan les mentals.